# Drakonidi
Drakonidi ali Giakobinidi (oznaka GIA) so meteorji, ki pripadajo enemu izmed vsakoletnih meteorskih rojev.

Radiant Drakonidov leži v ozvezdju Zmaja (Dra) (Draco). Drakonidi se pojavljajo od 6. oktobra do 10. oktobra, svoj vrhunec pa dosežejo 8. oktobra.
Starševsko telo je komet 21/PGiacobini-Zinner (obhodna doba okoli 6,6 let), ki je dal roju tudi ime. 

## Zgodovina[1]
Prvi, ki je predvideval, da bi lahko komet 21P/Giacobini-Zinner, povzročil meteorski roj je bil v letu 1915 M. Davidson, ki je že od leta 1892 opazoval periodične komete. Prvi je opazil meteorski roj W. F. Denning. 
Drugo opazovanje so lahko opravili leta [1933]]. Komet 21P/giacobini-Zinner je bil v periheliju 15. julija, vrhunec roja pa je po predvidevanjih nastopil 9. oktobra. Zemlja je prečkala sled kometa 80 dni pozneje. Meteorski roj se je še pojavil v letih 1946, 1952, 1972, 1998.

## Opazovanje
Meteorski roj Drakonidov vsebuje veliko šibkih meteorjev. Najboljši čas za opazovanje je pred svitom. Leta 1933 in 1946 so opazili na tisoče utrinkov na uro.
Meteorji so počasni. Opazujejo se lahko samo potem, ko je komet šel skozi prisončje